# Råbergstorp

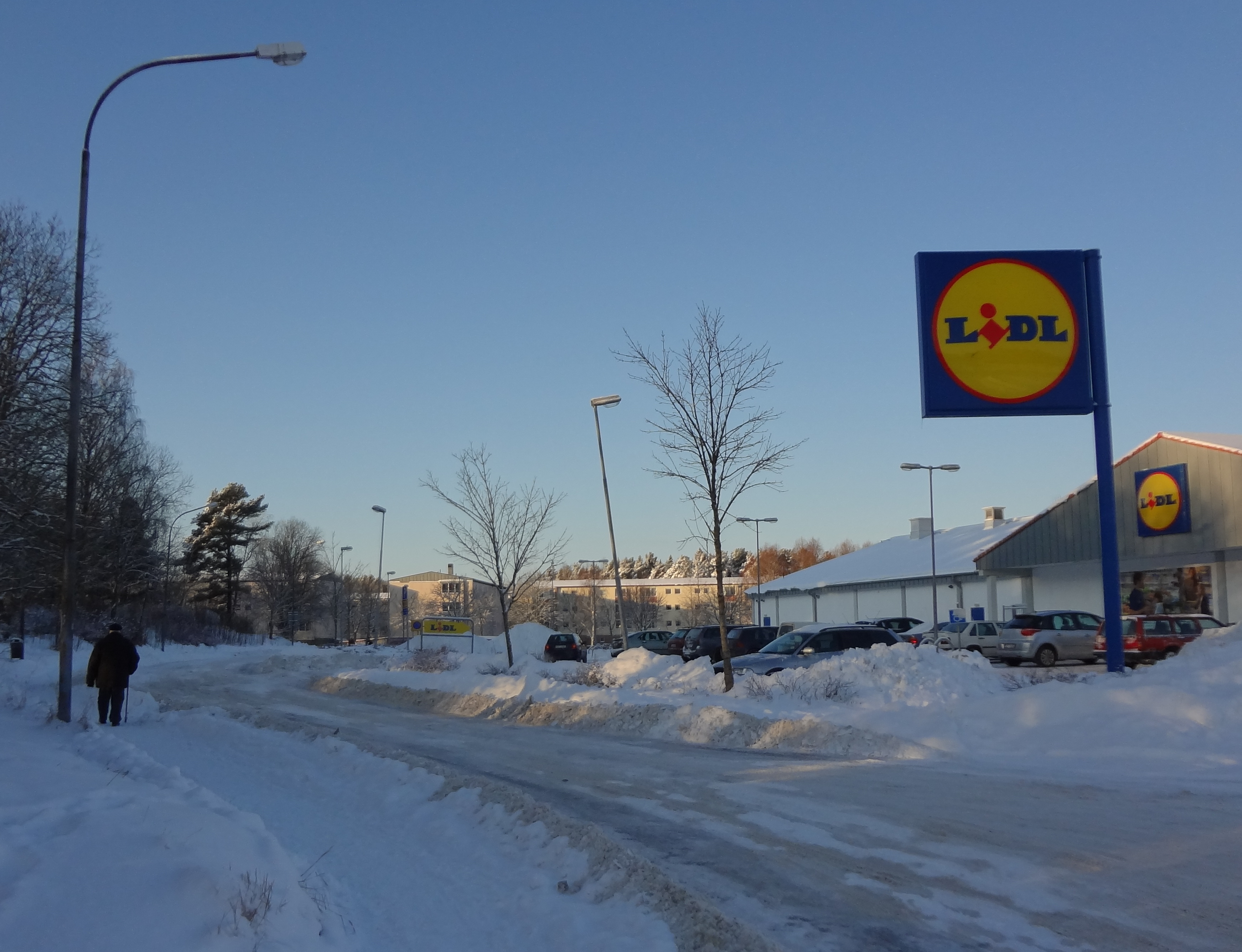
Infarten till Råbergstorp från Gillbergavägen.

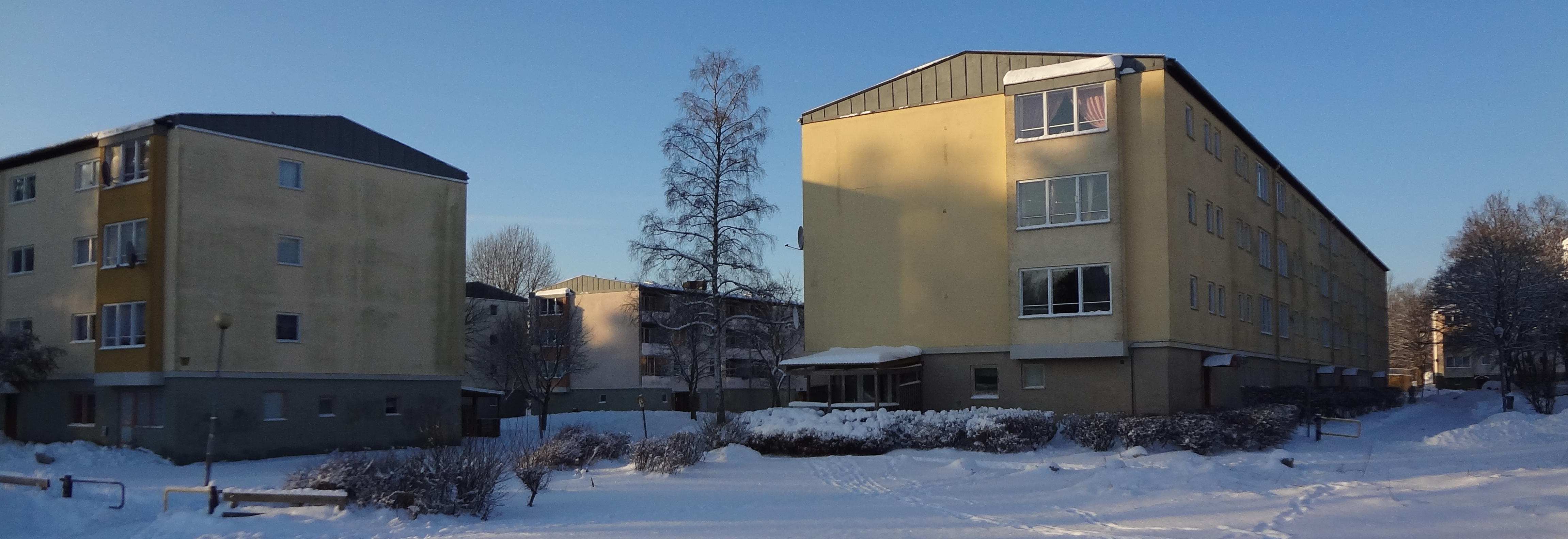
Hus och gårdar i Råbergstorp.

Råbergstorp är en stadsdel och ett valdistrikt i sydvästra Eskilstuna.
Stadsdelen har i undersökningar ansetts vara ett område där utanförskapet hos de boende är ett stort problem, med bland annat låg sysselsättning och många elever som inte klarar av grundskolan. Flera boende i området har dock ifrågasatt kritiken i lokal media. Under åren 1997-2007 gjordes ett områdesarbete för att utveckla och förbättra miljön i områdena Råbergstops och Lagersberg.

## Politik

### Kommunfullmäktigevalet 2010
I valet till kommunfullmäktige 2010 var valdeltagandet 60,7% i valdistriktet Råbergstorp-Lagersberg, vilket innebar en ökning på 6,9 procentenheter från det föregående valet. Socialdemokraterna kom att bli högst representerat i distriktet, följt av Sverigedemokraterna på en andraplats.
|  | Parti                    | Antal | Andel  |
|  | ------------------------ | ----- | ------ |
|  | Socialdemokraterna       | 454   | 60,37% |
|  | Sverigedemokraterna      | 66    | 8,78%  |
|  | Moderata Samlingspartiet | 58    | 7,71%  |
|  | Vänsterpartiet           | 55    | 7,31%  |
|  | Miljöpartiet de gröna    | 46    | 6,12%  |
|  | Folkpartiet liberalerna  | 41    | 5,45%  |
|  | Kristdemokraterna        | 16    | 2,13%  |
|  | Centerpartiet            | 10    | 1,33%  |
|  | Övriga partier           | 6     | 0,80%  |